# Cedar Lake (Wisconsin)
Cedar Lake – miasto w Stanach Zjednoczonych, w stanie Wisconsin, w hrabstwie Barron.